# Gabrielle Anwar
Gabrielle Anwar, född 4 februari 1970 i Laleham i Surrey, är en brittisk skådespelare. Anwar är bland annat känd för 
Body Snatchers – Invasionen fortsätter och En kvinnas doft.
Hon har ett barn med Craig Sheffer och två med John Verea. Hon är gift med Shareef Malnik sedan 2015.

## Filmografi i urval
- 1990 – Reportergänget (TV-serie)
- 1991 – Om blickar kunde döda
- 1991 – Vilda hjärtan kan inte krossas
- 1992 – En kvinnas doft
- 1993 – Body Snatchers – Invasionen fortsätter
- 1993 – Kär i karriären
- 1993 – De tre musketörerna
- 1995 – Things to Do in Denver When You're Dead
- 2006 – The Librarian: Return to King Solomon's Mines (TV-film)
- 2006 – Crazy Eights
- 2007 – The Tudors (TV-serie)
- 2007–2013 – Burn Notice (TV-serie)
- 2019 – The Last Summer